# Teatro Olimpico
Het Teatro Olimpico in Vicenza (Noord-Italië) wordt beschouwd als het oudste nog bestaande overdekte theater uit de Renaissance. Het werd tussen 1580 en 1585 gebouwd naar een ontwerp van Andrea Palladio in opdracht van de Accademia Olimpica van Vicenza. Na de dood van Palladio in 1580, werd het, naar het oorspronkelijke ontwerp, afgemaakt door een leerling van Palladio, Vincenzo Scamozzi.
Het staat, evenals verscheidene andere gebouwen van Palladio, op de UNESCO Werelderfgoedlijst.

## Geschiedenis
Het Teatro Olimpico werd in opdracht van de Accademia Olimpica van Vicenza (opgericht in 1555) gebouwd op het terrein van een oud fort, dat in die tijd in gebruik was als gevangenis en munitieopslagplaats. In 1584 was het theater klaar, op de coulissen na. Daarvoor had Palladio geen ontwerp gemaakt, zodat Scamozzi deze ontwierp. De vijf in perspectief uitgevoerde straatbeelden zijn naar men zegt straten uit Vicenza.
Het theater werd in gebruik genomen op 3 maart 1585, met de uitvoering van Oedipus Rex (Koning Oedipus) van Sophocles. De daarvoor bestemde coulissen van hout en stucwerk werden nooit meer verwijderd en zijn nog steeds in volle pracht aanwezig. In de zomer worden voor een klein publiek diverse uitvoeringen en concerten gegeven.
Het Teatro Olimpico figureert ook in de verfilming van Mozarts opera Don Giovanni door Joseph Losey.

## Galerij

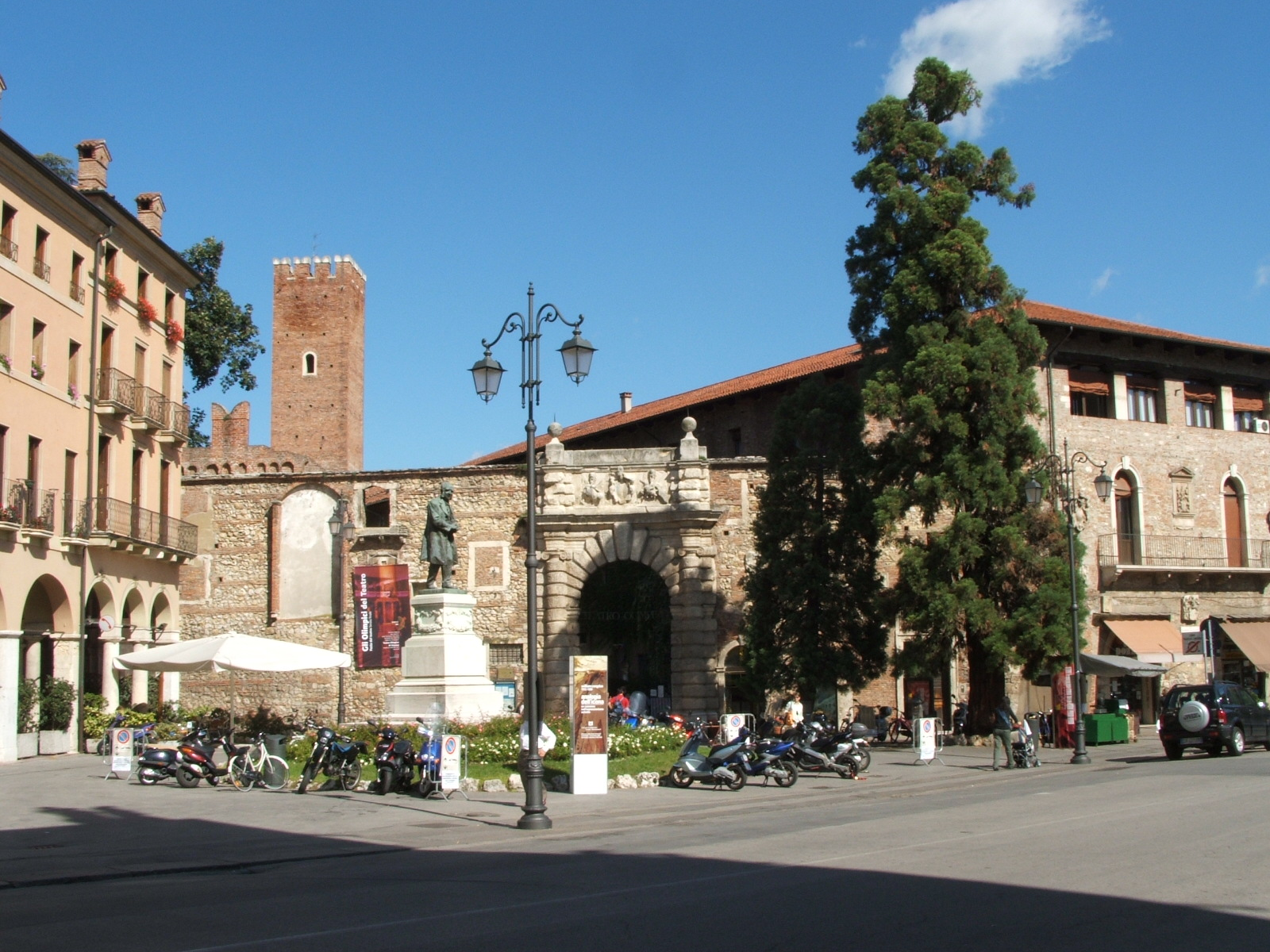
Ingang van het theater aan het piazza Matteotti
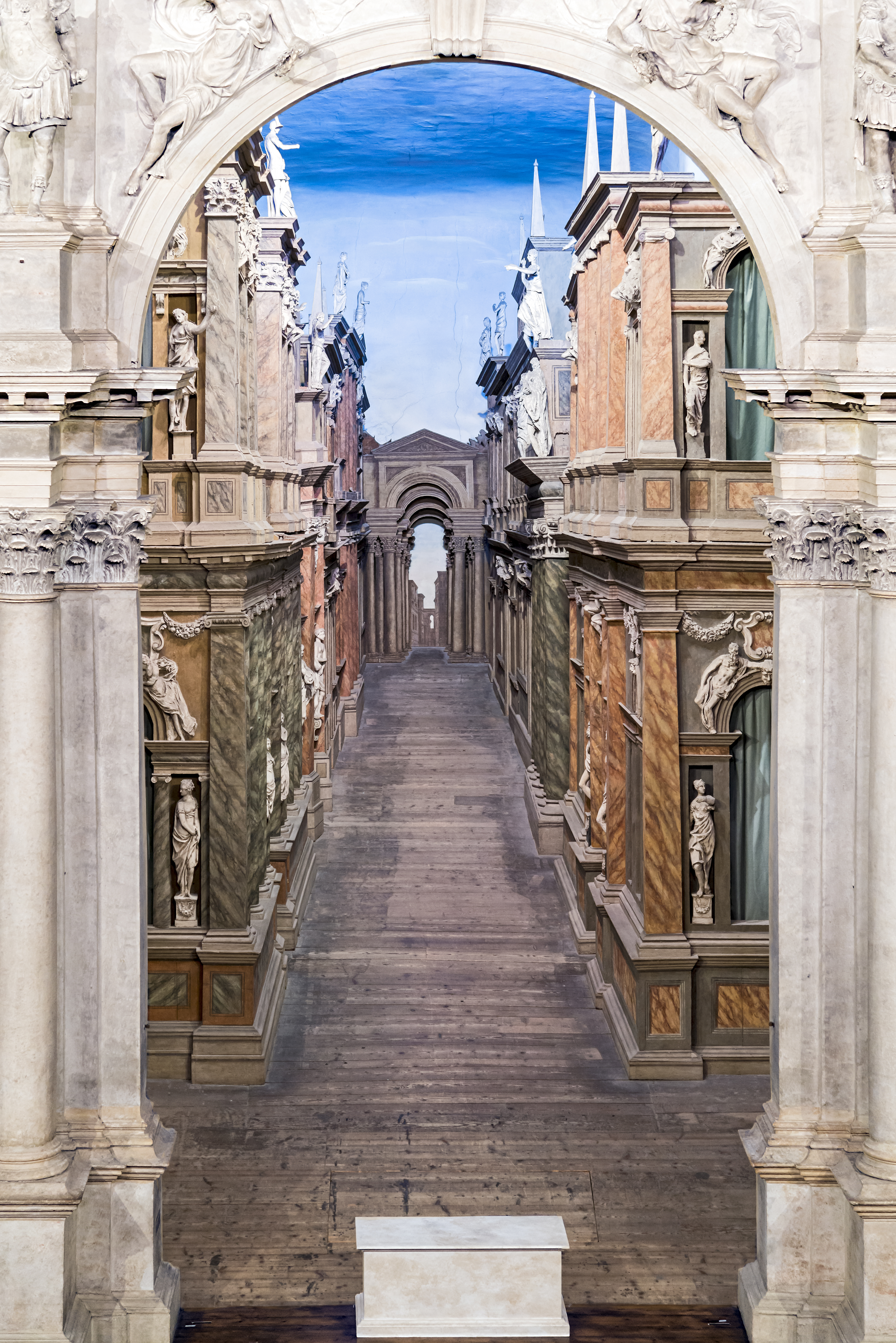
Detail van de coulissen van Vincenzo Scamozzi
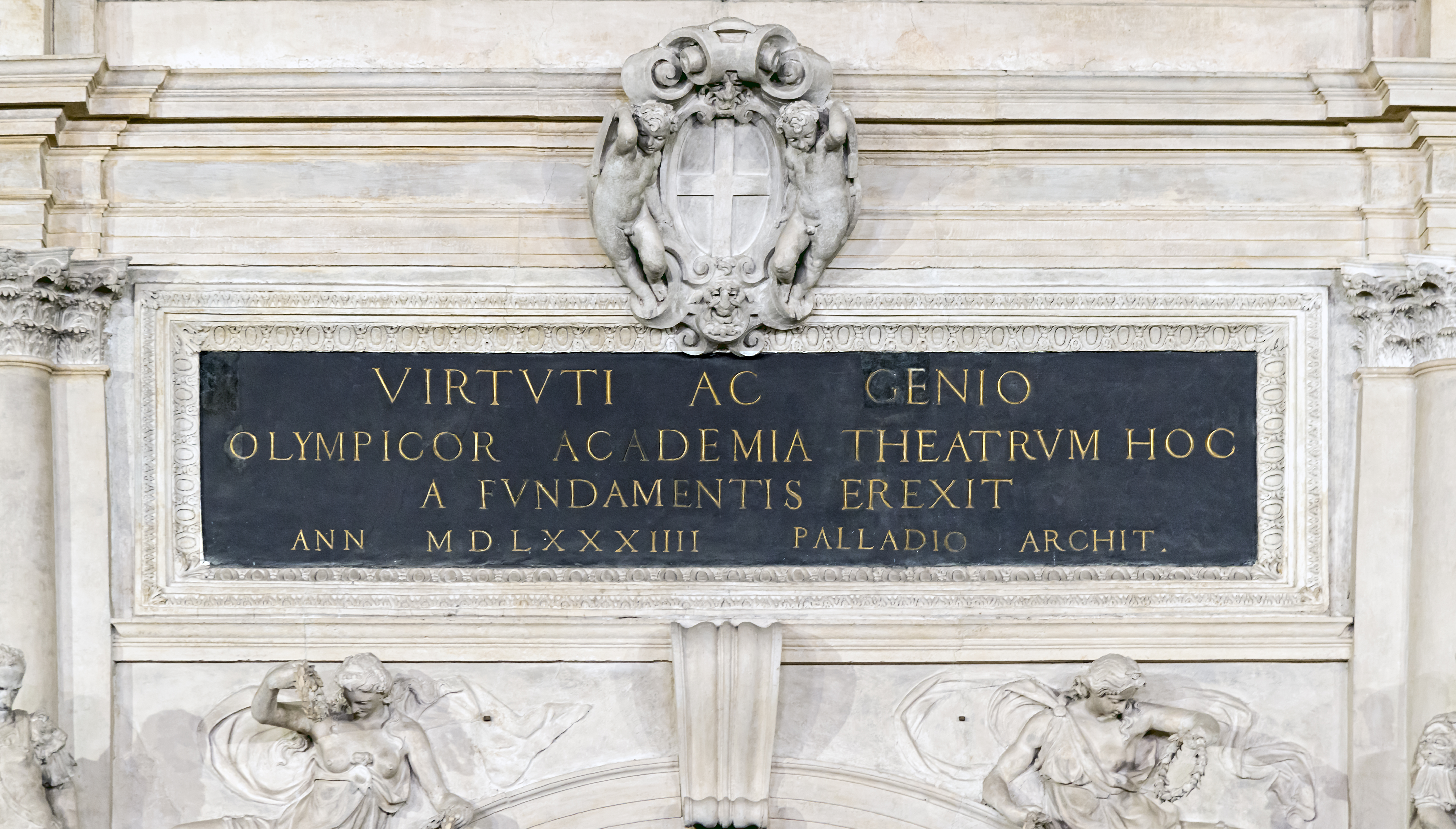
Motto van de Accademia Olimpica op het proscenium van het theater